# Président de la république d'Abkhazie
Le président de la république d'Abkhazie est le chef de l’État, non reconnu internationalement, d'Abkhazie. 

## Élections présidentielles

### Incompatibilité
L'article 52 dispose certaines incompatibilités. Le président ne peut faire partie d'un parti politique ou d'une association publique, il ne peut être membre du Parlement ni avoir de postes au sein du gouvernement. Il ne peut pas exercer d'activités commerciales.

### Conditions d'éligibilité
L'article 49 paragraphe 2 de la Constitution abkhaze dispose que, pour être candidat, il faut être citoyen abkhaze, avoir plus de 35 ans et moins de 65 ans et avoir le droit de vote. Une personne ne peut exercer la fonction de président plus de deux fois consécutivement.

### Processus électoral
Le président est élu au scrutin uninominal majoritaire à deux tours pour un mandat de cinq ans. Les votes blancs étant pris en compte dans les votes valides sous la forme de bulletin « aucun d'entre eux », les candidats peuvent être élus au second tour sans avoir atteint la majorité absolue. La participation doit cependant obligatoirement franchir le quorum de 25 % des inscrits pour que le scrutin soit reconnu valide, une pratique courante dans les ex-républiques soviétiques. À défaut, une nouvelle élection est organisée, avec des candidats différents,,.

### Prestation de serment
Le président entre en fonction à sa prestation de serment devant le Parlement et les membres de la Cour suprême.

## Compétences
Le président détermine les grandes orientations de la politique intérieure et extérieure.
Sujet aux limitations quant à la reconnaissance de l’État, il représente l’État dans les affaires internationales. Il signe les traités internationaux. Il nomme et révoque les représentants de l'Abkhazie à l'étranger.
Il adopte les mesures pour assurer l'intégrité de la république d'Abkhazie, de forme et de la sécurité territoriale et de la tête du Conseil de sécurité, dont le statut est déterminé par la loi. Il approuve la doctrine militaire de la république d'Abkhazie. Il est commandant des Forces armées de la république de l'Abkhazie.
Il peut décréter l'état d'urgence et la loi martiale en Abkhazie.
Il accorde le pardon présidentiel. Il confère les récompenses et honneurs militaires ou spéciaux.

## Statut
La personne du président est inviolable, son honneur et sa dignité sont protégés par la loi.

## Succession
Si le président viole son serment, la Constitution ou les lois de la république d'Abkhazie, il peut être démis de ses fonctions. Cette décision est prise par le Parlement sur la base de l'avis de la Cour suprême à une majorité des deux tiers du nombre total des députés du Parlement par scrutin secret.
En cas de vacance pour décès, démission, destitution ou autre cause, le vice-président (en) assure l'intérim. Si le vice-président est à son tour empêché, l'intérim est exercé par le Premier ministre et si ce dernier l'est à son tour, par le président du Parlement.
De nouvelles élections doivent se tenir dans les trois mois suivant le début de la vacance. La Constitution ne peut être modifiée pendant ce délai.